# Нильссон, Ларс
Ларс Роланд Нильссон (швед. Lars Roland Nilsson; род. 11 марта 1965, Истад, Мальмёхус) — шведский волейболист, диагональный. Участник летних Олимпийских игр 1988 года, серебряный призёр чемпионата Европы 1989 года.

## Биография
Ларс Нильссон родился 11 марта 1965 года в шведском городе Истад.
Играл в волейбол на позиции диагонального. Выступал за шведский «Истад» (1985—1986), итальянский «Эль Чарро Фальконара» из Фальконары-Мариттимы (1986—1990), испанскую «Гран-Канарию» (1991—1992), шведскую «Эркелльюнгу» (1993—1994), немецкие «Пост Телеком» из Берлина (1994—1996) и «Фридрихсхафен» (1996—1998) и итальянский «Лорето» (1998—1999). 
В составе «Фальконары» в 1987 году стал бронзовым призёром чемпионата Италии. В составе «Гран-Канарии» в сезоне-1991/92 стал чемпионом Испании и обладателем Кубка короля. Выступая за «Фридрихсхафен», был победителем (1998) и серебряным призёром (1997) чемпионата Германии. Четыре раза был призёром Кубка Германии: в составе «Пост Телекома» выиграл бронзу (1995) и серебро (1996), в составе «Фридрихсхафена» — бронзу (1997) и золото (1998).
В 1988 году вошёл в состав сборной Швеции по волейболу на летних Олимпийских играх в Сеуле, занявшей 7-е место. Играл на позиции диагонального, провёл 7 матчей, набрал 43 очка (10 в матче со сборной Нидерландов, 9 — с Францией, 8 — с Южной Кореей, 6 — с Италией, по 5 — с Бразилией и Болгарией).
В 1989 году завоевал серебряную медаль чемпионата Европы в Швеции.